# Cyclone (игра)
Cyclone — игра для ZX Spectrum, выпущенная Vortex Software в 1985 году. Автором игры является программист Коста Панайи (англ. Costa Panayi), создатель таких игр как Tornado Low Level, Android, Android 2, Highway Encounter и Revolution.
Игра является эксклюзивной для ZX Spectrum и не выходила на других платформах.

## Игровой процесс
Игрок управляет спасательным вертолётом и должен эвакуировать людей и запасы с архипелага островов до опустошения их циклоном. Основная цель игры — собрать пять ящиков с запасами, дополнительно можно забирать людей с затопляемой территории, избегая при этом встречи с сердцем циклона. За спасение людей даются бонусные очки. Игру усложняет постоянное уменьшение уровня топлива и движение воздушного транспорта. 
На приборной панели отображаются скорость, высота, запас топлива и оставшееся время. Также имеется индикатор силы ветра, который начинает мигать, когда циклон приближается.
В игре можно переключать положение «камеры» — смотреть либо с севера, либо с юга, что помогает находить спрятанные за возвышенностями островов объекты. В игре присутствует также карта, помогающая определить положение циклона и островов. Интересной особенностью игры является перспектива, а также тень от вертолёта на земле, что создаёт иллюзию трёхмерности.

## Восприятие
Игра Cyclone получила положительные отзывы критиков. По мнению обозревателей журнала Computer and Video Games, в игре была высококачественная графика и удобный экранный интерфейс. В обзоре было написано, что несмотря на простую концепцию, игра очень увлекательна, интересна и предлагает отличное соотношение цены и качества.
Оценки игры в игровой прессе: CRASH — 79/100, Sinclair User — 8/10, Your Computer — 4/5.